# Munsan-myeon
Munsan-myeon (koreanska: 문산면) är en socken i kommunen Seocheon-gun i provinsen Södra Chungcheong i Sydkorea, 160 km söder om huvudstaden Seoul.